# Clowesia
Clowesia is een geslacht van orchideeën uit de onderfamilie Epidendroideae, afgescheiden van het geslacht Catasetum.
Het zijn epifytische planten van vochtige tropische regenwouden uit Midden- en Zuid-Amerika, die in tegenstelling tot Catasetum eenhuizig zijn, dus tweeslachtige bloemen dragen.

## Naamgeving en etymologie
- Synoniem: Catasetum Rich. ex Kunth (1822), Myanthus Lindley (1832)

Clowesia is vernoemd naar de Engelse orchideeënverzamelaar John Clowes (1743-1831).

## Kenmerken
Clowesia-soorten zijn kleine tot middelgrote epifytische, bladverliezende planten, met grote, eivormige pseudobulben, korter dan die van Catasetum en omgeven door grijze bladscheden. De bladeren ontspringen op de top van de pseudobulb en zijn lancetvormig en gekield. De bloemstengel is okselstandig en afhangend, en draagt een veelbloemige aar die pas uitgroeit wanneer de bladeren zijn afgevallen.
De bloemen lijken op die van Catasetum, maar zijn in tegenstelling tot die laatste tweeslachtig. Ze zijn meestal vlezig, welriekend en wit, geel of groen gekleurd, met een bloemlip die voorzien is van draderige franjes. Het gynostemium is kort en breed.

## Taxonomie
Alhoewel het geslacht Clowesia reeds beschreven is in 1843, werden de meeste soorten ervan pas in 1975 toegevoegd, afgescheiden van het geslacht Catasetum door Dodson.
Het huidige geslacht Clowesia zou volgens onderzoek uit 1998 door Pridgeon en Chase, een monofyletische groep zijn, zeer nauw verwant aan Catasetum.
Het geslacht omvat zeven soorten. De typesoort is Clowesia rosea.

### Soorten
- Clowesia amazonica K.G.Lacerda & V.P.Castro (1995)
- Clowesia dodsoniana E.Aguirre (1986)
- Clowesia glaucoglossa (Rchb.f.) Dodson (1975)
- Clowesia rosea Lindl. (1843)
- Clowesia russelliana (Hook.) Dodson (1975)
- Clowesia thylaciochila (Lem.) Dodson (1975)
- Clowesia warczewiczii (Lindl. & Paxton) Dodson (1975)